# 22583 Метзлер
22583 Метзлер (22583 Metzler) — астероїд головного поясу, відкритий 21 квітня 1998 року.
Тіссеранів параметр щодо Юпітера — 3,502.